# Julius Wilhelm Brühl

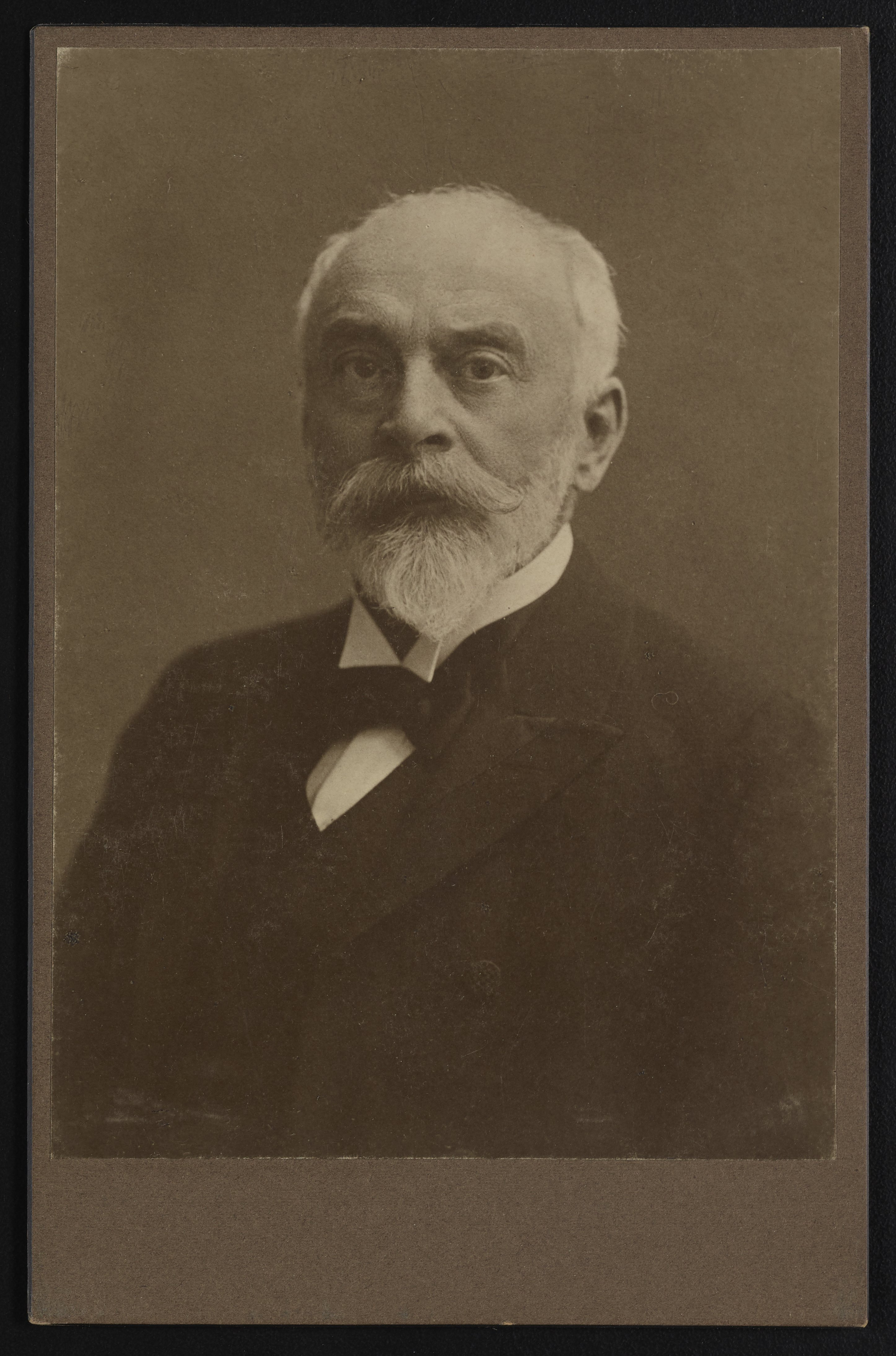
Julius Wilhelm Brühl

Julius Wilhelm Brühl (* 13. Februar 1850 in Warschau; † 5. Februar 1911 in Heidelberg) war ein Chemiker und Schöpfer der organischen Spektrochemie.

## Leben
Seine Eltern waren der Industrielle Ludwig Brühl (1821–1867) und Emma, geb. Bamberg. Neben seinem Bruder Ariel (* 1851) hatte er noch drei jüngere Geschwister. Ab 1859 besuchte er die Herrnhuter Knabenanstalt in Gnadenberg (Schlesien) und 1866/67 die Handelsschule in Berlin. Nach dem frühen Tod seines Vaters studierte er auf Rat seines Onkels, des Zuckerfabrikanten Theodor Bamberg, 1868–70 Chemie am Polytechnikum in Zürich, danach in Berlin bei August Wilhelm von Hofmann und Georg Hermann Quincke. 1873 folgte er Hans Heinrich Landolt als Assistent nach Aachen und wurde dort Privatdozent. 1875 wurde er an der Universität Göttingen promoviert.
1880 wurde er nach Lemberg berufen, wo er schwer erkrankte. 1884–1887 lebte er in Freiburg im Breisgau und 1888 wurde er Nachfolger von August Bernthsen an der Universität Heidelberg. Obwohl er aus gesundheitlichen Gründen 1898 emeritiert wurde, war er noch bis 1904 in seinem Privatlaboratorium tätig.

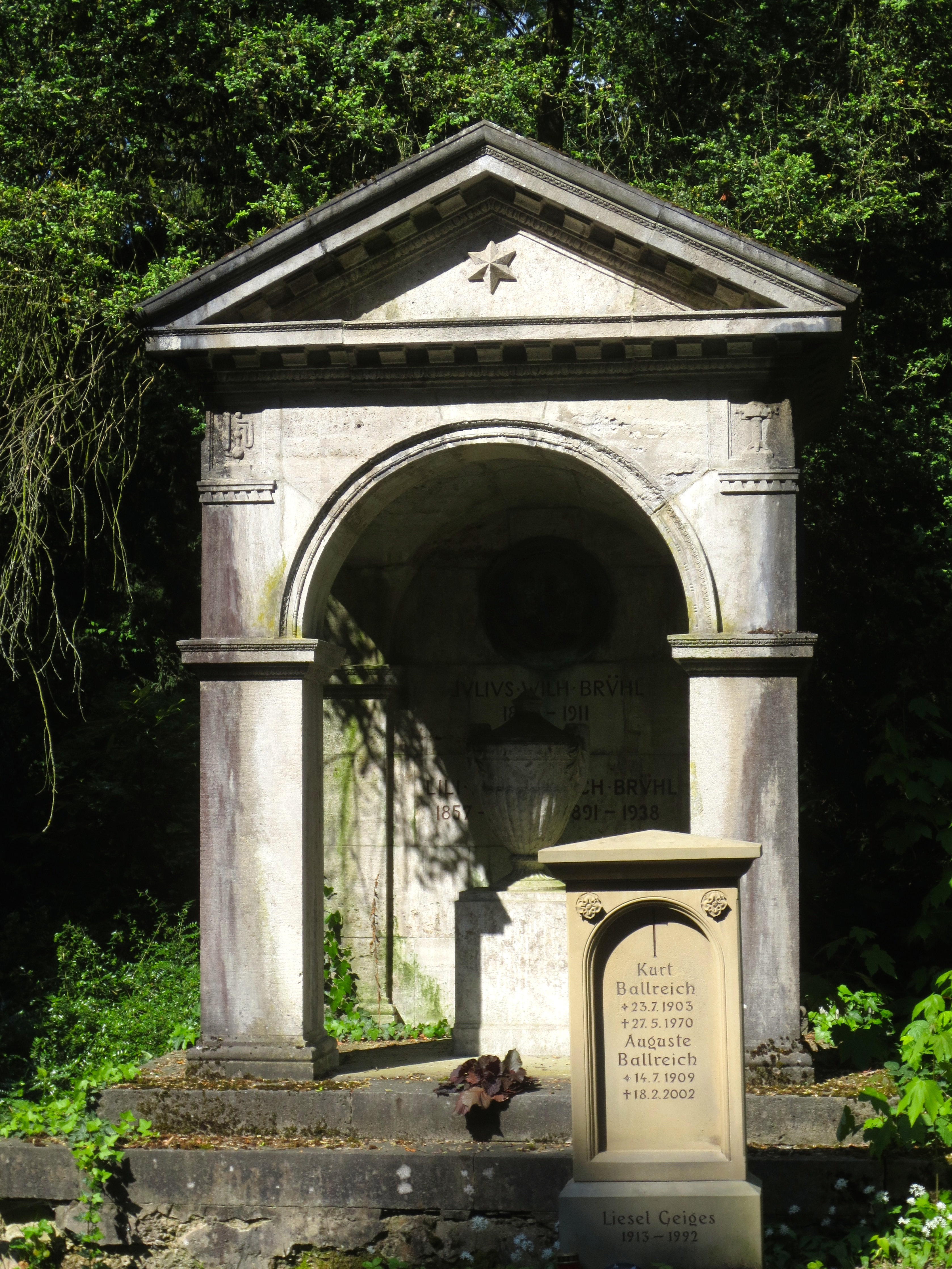
Aedicula als Grabstätte für die Familie von Julius Wilhelm Brühl

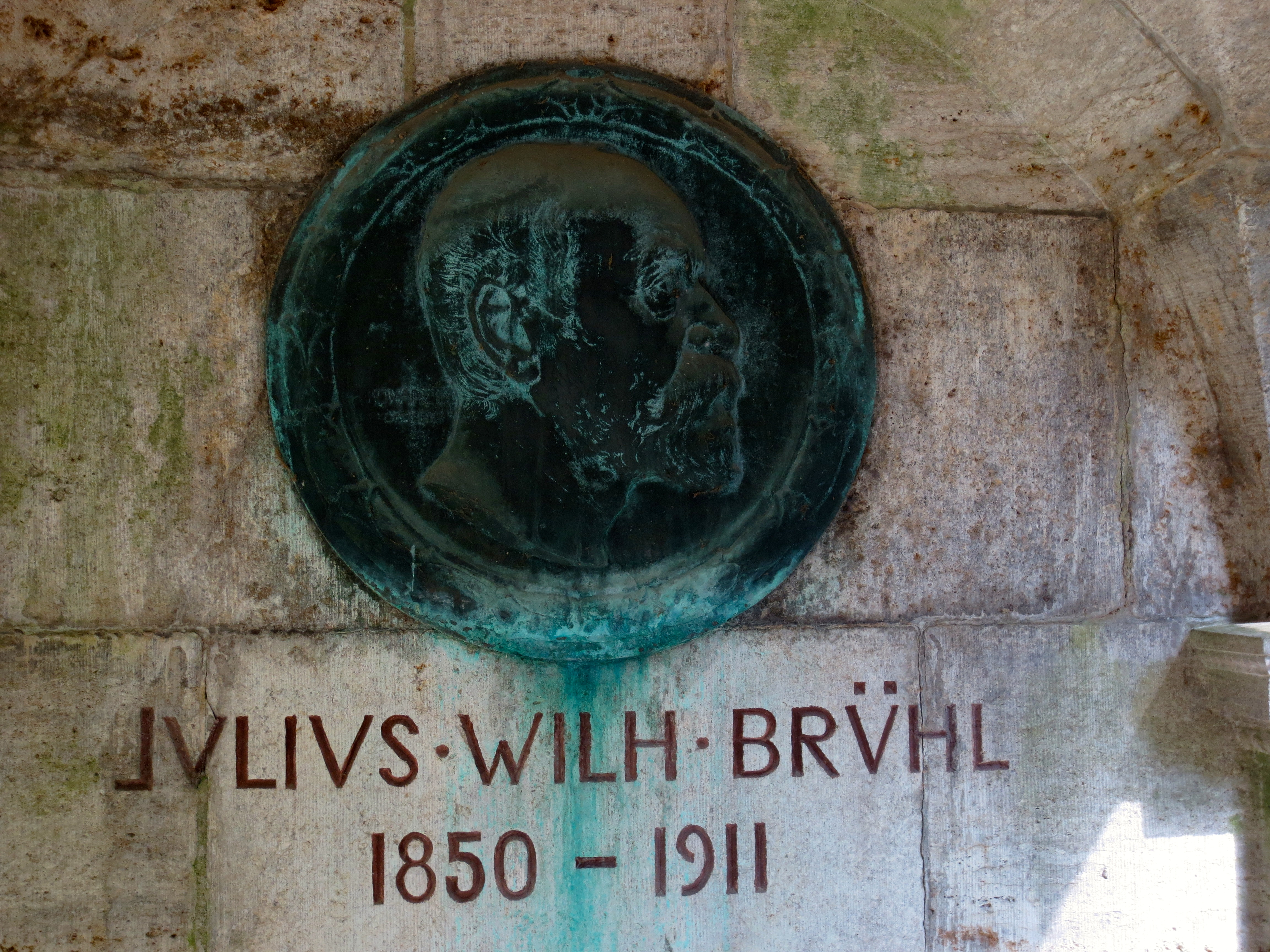
Grabmal der Familie von Julius Wilhelm Brühl; das Tondo zeigt Brühls Porträt im Profil

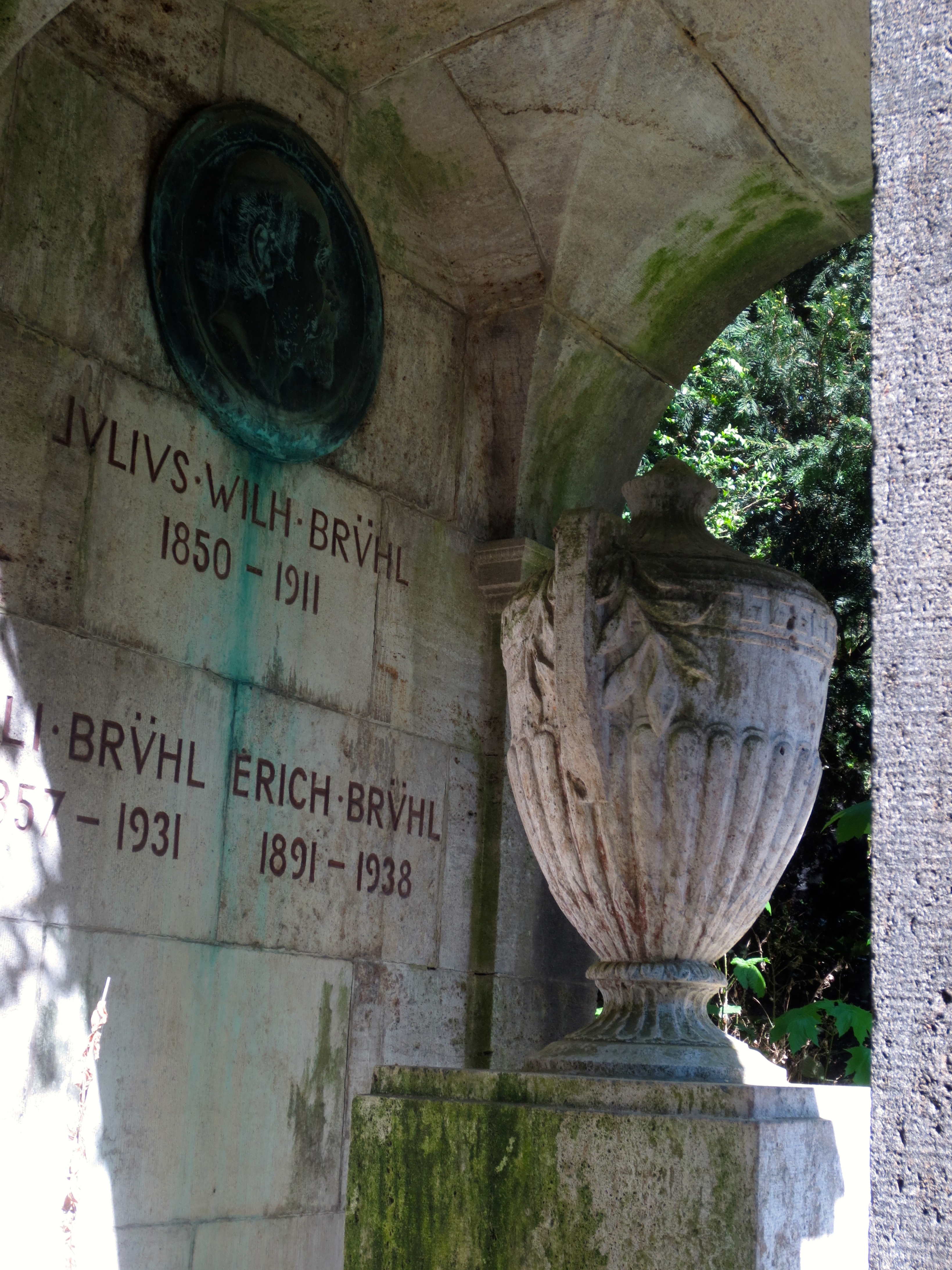
Grabstätte der Familie Brühl, Inneres

Im Winter 1880/81 heiratete er Elisabeth (Lili) Bamberger (1857–1931), mit der er eine früh verstorbene Tochter und den Sohn Felix Johann Rudolf Erich Brühl (1891–1938) hatte. Nach sieben Jahren schwerster gesundheitlicher Probleme nahm sich Brühl kurz vor seinem 61. Geburtstag das Leben. Er ist auf dem Heidelberger Bergfriedhof begraben. Die Familiengrabstätte ist im Stil einer griechischen Tempelarchitektur gestaltet. Der Sohn Erich Brühl nahm sich, als Jude äußerst gefährdet, 1938 ebenfalls das Leben. Auch er ist im Familiengrab bestattet.

## Forschung
Ab 1880 arbeitete er auf dem Gebiet der Spektrochemie (Erforschung der Konstitution chemischer Verbindungen mit Hilfe der Refraktion und Dispersion). Ihm gelang der Nachweis, dass die bisher beobachteten Abweichungen chemischer Körper von dem Gesetz von Gladstone und Dale aus 1858 stets in gesetzmäßigem Zusammenhang mit mehrfacher Bindung im Molekül steht. Eine einfache Beziehung zwischen Refraktion und Dispersion konnte er nicht feststellen. Molekularvolumen und -refraktion erschienen als nahe verwandte Größen, indem beide dem von den Molekülen erfüllten Raum proportional zu setzen sind. Diese Arbeiten trugen viel zur Erkenntnis der Terpene bei.

## Veröffentlichungen
- Die Pflanzen-Alkaloide, F. Vieweg, Braunschweig 1900 (Eintrag bei openlibrary.org)